# Pila de corona

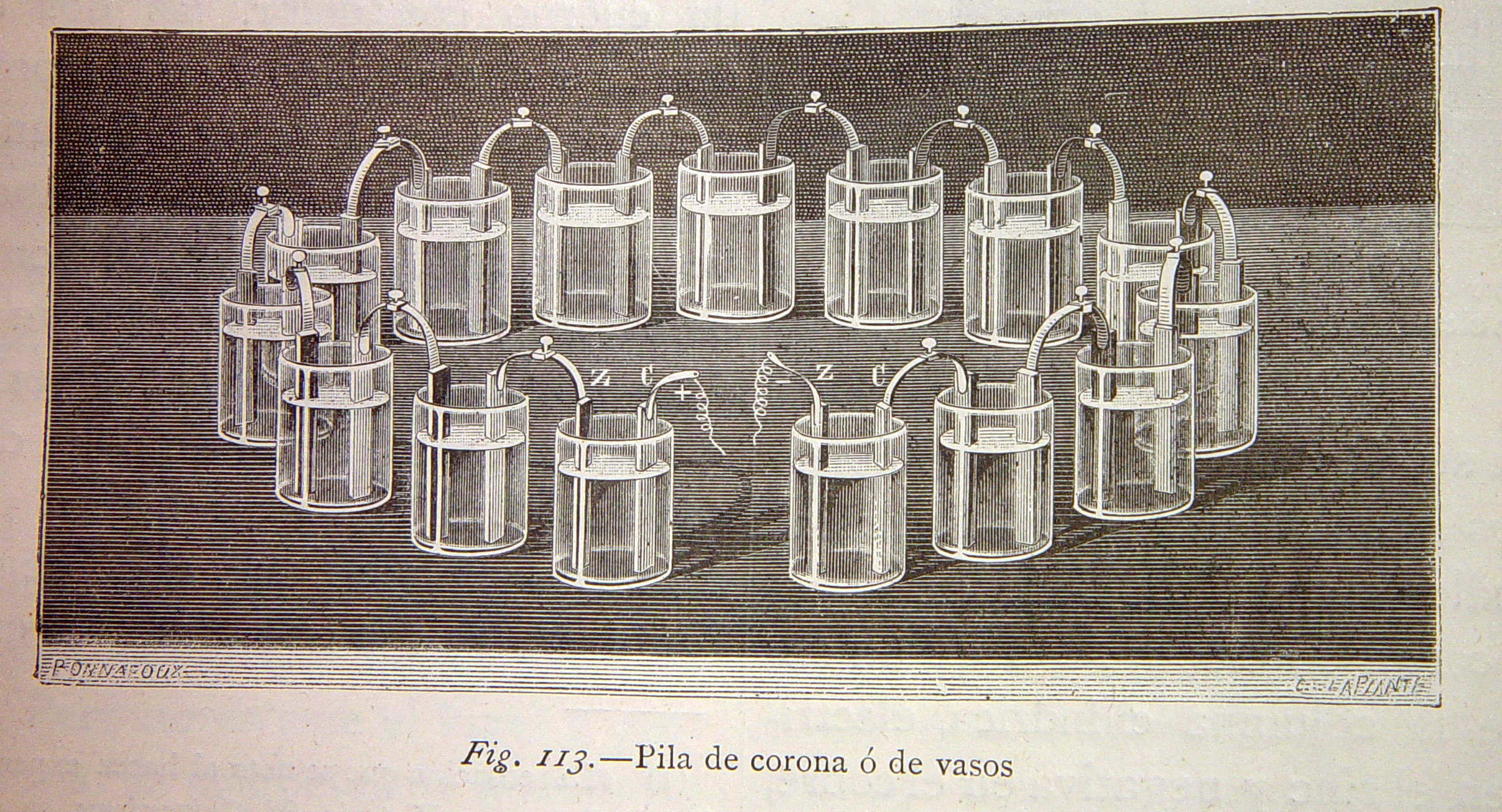
Pila de corona

La pila de corona o de tazas es un tipo de batería utilizada para generar electricidad. 
El mismo Volta fue quien inventó esta pila. En la misma, un cierto número de vasos colocados a continuación unos de otros y dispuestos circularmente contienen agua acidulada. Los vasos comunican sucesivamente unos con otros por medio de arcos metálicos formados de hoja de zinc soldada a una hoja de cobre. La comunicación se realiza por cada vaso de la misma manera, es decir, que a contar de una de las extremidades de la cadena, el arco entra por su cobre en el elemento que precede y por su zinc en el elemento que sigue. 
Los dos vasos que forman la extremidad de la serie reciben el uno una lámina de zinc, el otro una lámina de cobre, provistas cada cual de un hilo conductor: al primero le corresponde el polo negativo, al segundo el positivo.